# Henryka Wróblewska
Henryka Wróblewska (ur. 25 lipca 1927 w Włostach-Olszankach) – polska rolniczka, poseł na Sejm PRL VII kadencji.

## Życiorys
Uzyskała wykształcenie podstawowe. Wspólnie z mężem prowadziła indywidualne gospodarstwo rolne. Od początku należała do Zjednoczonego Stronnictwa Ludowego. W 1976 uzyskała mandat posła na Sejm PRL w okręgu Łomża. Zasiadała w Komisji Kultury i Sztuki oraz w Komisji Leśnictwa i Przemysłu Drzewnego.

## Odznaczenia
- Złoty Krzyż Zasługi
- Medal 30-lecia Polski Ludowej